# Dundee Stars
Dundee Stars – szkocki klub hokeja na lodzie z siedzibą w Dundee, występujący w brytyjskich rozgrywkach EIHL.

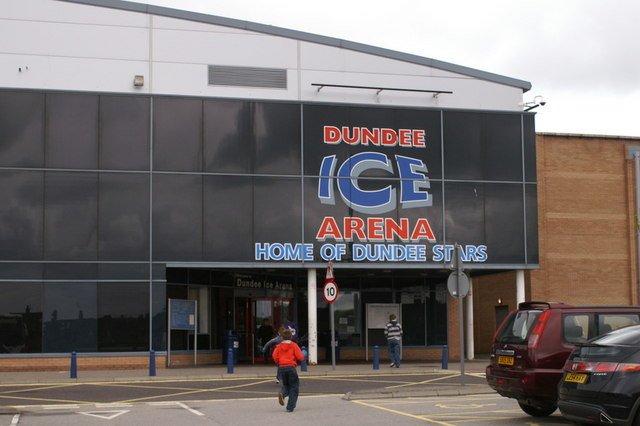
Lodowisko klubu Dundee Ice Arena

## Sukcesy
- Mistrzostwo British National League w sezonie zasadniczym: 2002
- Mistrzostwo British National League w fazie play-off: 2002, 2005
- Autumn Cup w ramach Scottish National League: 2009
- Mistrzostwo Konferencji Gardinera w EIHL: 2014